# Servizio ferroviario suburbano di Praga
Il servizio ferroviario suburbano di Praga (in ceco Esko – letteralmente: «S») è un servizio ferroviario suburbano che serve la capitale ceca.
Il servizio, strutturato su 14 linee per un totale di 150 fra stazioni e fermate servite, è integrato rispetto alla metropolitana cittadina.

## Rete
| Linea | Percorso                                       | Lunghezza (km) | Stazioni |
| ----- | ---------------------------------------------- | -------------- | -------- |
| S1    | Praha Masarykovo nádraží – Kolín               | 62             | 19       |
| S12   | Poříčany – Nymburk                             | 15             | 6        |
| S2    | Praha Masarykovo nádraží – Kolín               | 73             | 20       |
| S22   | Lysá nad Labem – Milovice                      | 5              | 2        |
| S29   | Vysočany - Strančice                           | 32             | 11       |
| S3    | Vršovice - Všetaty                             | 43             | 13       |
| S4    | Praha Masarykovo nádraží – Kralupy nad Vltavou | 27             | 12       |
| S41   | Libeň - Roztoky                                | 14             | 5        |
| S5    | Praha Masarykovo nádraží – Kladno              | 31             | 10       |
| S6    | Smíchov – Beroun                               | 34             | 12       |
| S7    | Praha hlavní nádraží – Beroun                  | 43             | 13       |
| S8    | Vršovice – Čerčany                             | 57             | 23       |
| S80   | Vršovice – Dobříš                              | 52             | 21       |
| S9    | Praha hlavní nádraží – Benešov                 | 49             | 18       |